# Gastrotheca griswoldi
Gastrotheca griswoldi är en groddjursart som beskrevs av Shreve 1941. Gastrotheca griswoldi ingår i släktet Gastrotheca och familjen Hemiphractidae. IUCN kategoriserar arten globalt som livskraftig. Inga underarter finns listade i Catalogue of Life.